# Цапко (село)
Цапко (рос. Цапко) — село у Макаровському міському окрузі Сахалінської області Російської Федерації.
Населення становить 1 особа (2013).

## Історія
З 1905 по 3 вересня 1945 року у складу губернаторства Карафуто Японії, відтак у складі Макаровського міського округу Сахалінської області.

## Населення
| 2002 | 2010 |
| ---- | ---- |
| 2    | ↘1   |